# Football Club Rapid Lugano
Il Football Club Rapid Lugano, abbreviato FC Rapid o Rapid Lugano è la seconda società calcistica della città di Lugano (Svizzera), affiliata alla Federazione ticinese di calcio. La prima squadra milita in Terza Lega, mentre la seconda squadra giovanile è iscritta in Quarta Lega.

## Storia

### Gli albori
La squadra è stata fondata nel 1949 da Claudio Rusconi e Dante Scala. Durante la stagione 1955-1956 partecipò al campionato svizzero di Lega Nazionale B raggiungendo questo traguardo dopo 4 anni di promozioni ininterrotte.
I limitati mezzi finanziari portarono il Rapid alla retrocessione in Prima Lega dove militò per 7 anni sino al termine della stagione 1963-1964. Poi la nuova retrocessione nelle leghe inferiori, dove milita.

### L'ascesa in serie B
Nel ristretto spazio di cinque stagioni e grazie ad una straordinaria e veloce ascesa, il Rapid passò dalla quarta divisione al vertice del campionato di serie B, dove debuttò nella stagione 1955-1956.
Nella storia del football svizzero, questa impressionante e travolgente serie di successi e di conseguente promozioni (ben quattro) rimane un invidiabile primato, conseguito finora soltanto dal Club Sportif International di Ginevra.
Non potendo però contare su un apporto finanziario adeguato alla categoria, il sodalizio luganese fu costretto a ridimensionare le ambizioni e così, per molti anni, partecipò, comunque da protagonista, al torneo di prima divisione.
Quelle del Rapid, nel football di alto livello, furono sempre delle stagioni più che dignitose ed onorevoli, stagioni che coloro che le hanno vissute in prima persona ricordano con enorme piacere; e questo, nonostante l'importante presenza in città del “grande fratello” FC Lugano che, con le sue imprese, offuscò inevitabilmente, ponendole in secondo piano, le prestazioni del fratellino minore.
Per dare un'idea della popolarità e dell'affetto di cui era circondata quella compagine dei tempi d'oro, basterebbe rievocare la sfida amichevole della stagione 1956-1957, giocata al mitico Campo Marzio, con la grande Inter dei vari Angelillo, Skoglund e Lorenzi. Fu un confronto indimenticabile e ricco di emozioni per gli oltre 3000 spettatori presenti.

### Gli anni sessanta
Il Rapid rimase per sette consecutivi campionati in prima divisione; dopo quei meravigliosi ed intensi “anni ruggenti”, ci fu la sfortunata retrocessione in seconda divisione nella stagione 1963-1964.
A proposito di seconda lega, la formazione rapidina ha partecipato a 19 campionati per un totale di 408 partite, di cui 167 vinte, 112 pareggiate e 129 perse per 446 punti conquistati in assoluto; 710 sono state le reti realizzate e 559 quelle subite.
Nella speciale classifica di presenze nel torneo di seconda lega, i rapidini, che si sono aggiudicati pure due titoli ticinesi, sono al nono posto. La prima squadra negli anni Sessanta e Settanta ha avuto un rendimento altalenante, caratterizzato sia dal ritorno nei cosiddetti “campionati minori” del calcio regionale sia da una nuova convincente promozione in prima divisione.
Per quanto riguarda invece la partecipazione complessiva nei campionati minori, dal bilancio generale dei biancoblu emergono dei dati contrastanti: si trovano delle annate culminate con esaltanti promozioni ma pure delle stagioni concluse con deludenti retrocessioni.

### Il settore giovanile
Dal 1955 esiste la sezione allievi che ha permesso ad un'infinità di ragazzi, alcuni dei quali poi approdati in squadre di lega nazionale, di praticare uno sport amatissimo e seguito anche alle nostre latitudini; il lavoro svolto dal Rapid in favore dei giovani è sempre stato apprezzato e riconosciuto da tutti e ha consentito al club di aggiudicarsi diversi campionati della categoria “Allievi” e parecchie Coppe Ticino.
Dal vivaio sono usciti diversi giovani che si sono poi affermati nelle migliori società ticinesi di football (Viola, Bottani, Santillo, Kombaté, Lanza e tanti altri) ed alcuni anche nel campionato svizzero (Barras) ed italiano (Padalino).
Questa promozione nel calcio d'élite di vari promettenti e talentuosi ragazzi, provenienti dal settore giovanile del FC Rapid Lugano, è sempre stata per il sodalizio rapidino un motivo di vanto e d'orgoglio.
Il Rapid disponedi 15 compagini giovanili e di una scuola calcio che accoglie circa 150 "pulcini".
Lo spirito di lavoro della società, che si riassume nel motto per i giovani e per la città, ha finalità sportive, agonistiche, educative e di aggregazione.
Il club, inoltre, ha sempre rappresentato un serbatoio di talenti importanti che venivano formati nel Rapid per passare poi spesso e volentieri al più blasonato FC Lugano.

## Stadio
Il Rapid Lugano gioca le partite casalinghe al centro sportivo Campo Al Maglio di Canobbio, con una capienza di circa 200 spettatori. Le dimensioni del campo sono di 105 per 68 m.